# Castelo de Schaumburg

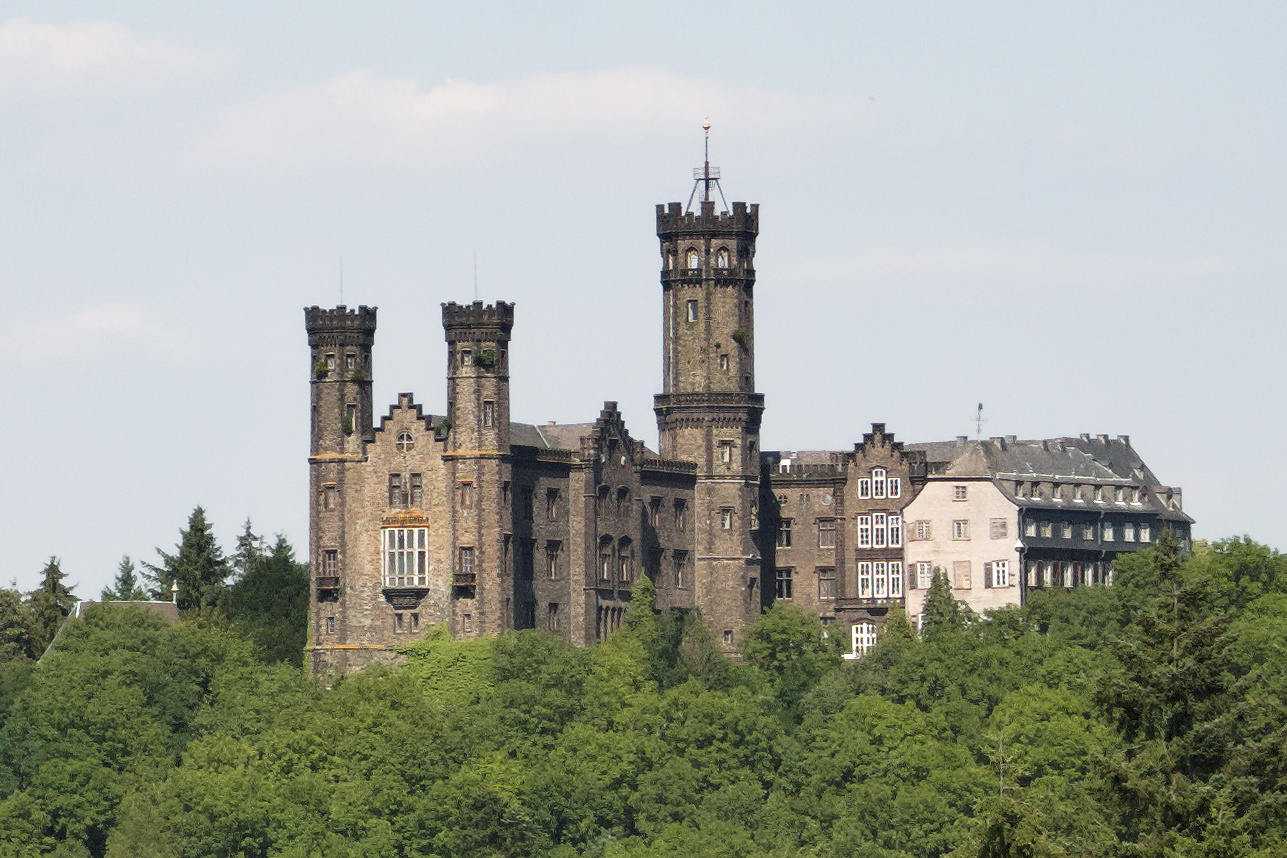
Vista sudoeste do Castelo de Schaumburg Castle

O Castelo de Schaumburg (em alemão: Schloss Schaumburg) é um castelo na região da Renânia-Palatinado, na Alemanha, a sul de Balduinstein e perto de Limburg an der Lahn. 
O castelo pertencia à antiga família real de Waldeck e Pyrmont, e foi a casa onde o antigo general das SS, Josias, Príncipe Hereditário de Waldeck e Pyrmont passou os seus últimos anos de vida. Actualmente, pertence a um grupo de investimento turco.

## Senhorio de Schaumburg
Além do castelo, o território do senhorio de Schaumburg consistia das regiões de Biebrich, Cramberg e Steinsberg.

## Refências
1. ↑  Schloss Schaumburg GmbH
2. ↑  Wilhelm von der Nahmer: Handbuch des Rheinischen Particular-Rechts, Sauerländer, 1832, S. 577 (Google Books)